# Portrait de José Pío de Molina
Le Portrait de José Pío de Molina est une huile sur toile peinte par Francisco de Goya. Il s'agit probablement de l'une de ses dernières peintures inachevées,.

## Contexte
À la fin de sa vie, à cause de son statut d'afrancesado, Goya s'exila en France et s'installa à Bordeaux. Il mourut au printemps 1828 à l'âge de 82 ans. Le portrait de José Pío de Molina fut l'une de ses dernières œuvres. Il représente un ami de Goya, José Pío de Molina, premier maire élu de Madrid selon la constitution en 1823, et qui — comme le peintre — s'exila par crainte de représailles lors de la restauration de l'absolutisme en Espagne sous Ferdinand VII. Pío de Molina aida Goya, notamment en le logeant, et le peintre le remercia avec ce portrait.

## Analyse
Dans les portraits de ses amis, Goya cherchait à mettre en valeur leur individualité en utilisant une palette de couleurs limitée. L'image semble être incomplète. La lumière est pâle, créant un fossé profond entre le modèle et le spectateur. Selon une étude de Frehnerów, Goya peignit ce portrait en étant conscient de l’imminence de sa propre mort.